# Henryk I Ptasznik
Henryk I Ptasznik (niem. Heinrich der Vogler; ur. 876, zm. 2 lipca 936) – książę Saksonii 912–936, król Franków Wschodnich 919–936; z saskiej dynastii Ludolfingów.

## Życiorys
Przydomek Ptasznik zawdzięczał zamiłowaniu do polowań z ptakami drapieżnymi. Po śmierci ojca Ottona I Dostojnego w 912 r. został księciem Saksonii mimo sprzeciwu króla Konrada I. Ten sam władca, widząc niebezpieczeństwo rozpadu królestwa na państwa plemienne, desygnował na następcę najpotężniejszego ze swych przeciwników i w 919 r. Henryk wyniesiony został na tron niemiecki przez możnowładców Frankonii i Saksonii. Następnie hołd złożył mu książę Szwabii Burchard II, a w 921 r. zmusił do podporządkowania się władcę Bawarii, Arnulfa. W 925 r. odzyskał Lotaryngię, a jej władca, książę Gizelbert, już jako lennik niemiecki, ożenił się w 928 r. z córką Henryka, Gerbergą.
Po uporządkowaniu spraw wewnętrznych dalsze działania militarne i polityczne Henryka Ptasznika ukierunkowane były na ochronę interesów dynastii i Saksonii oraz granic królestwa na północy i wschodzie. W celu powstrzymania nieustannych najazdów Węgrów król zmuszony był do zawarcia z nimi rozejmu w 924 r. i płacenia trybutu. Wcześniej, w 919, poniósł porażkę z nimi w bitwie pod Püchen. Okres pokoju Henryk wykorzystał na wzmocnienie sieci grodów obronnych i utworzenie jazdy, koniecznej w walce z koczownikami.
W 929 roku Henryk podbił ziemie Głomaczów, Milczan, Stodoran oraz Czechy pod panowaniem Wacława, narzucając im trybut. W 932 roku narzucił trybut także Łużyczanom. W 933 roku ziemie niemieckie najechali Węgrzy, którzy przemaszerowali przez terytorium czeskie i stodorańskie prawdopodobnie za zgodą miejscowych władców, bowiem nie napotkali z ich strony żadnego oporu. Być może o pomoc do Węgrów zwróciły się zaniepokojone nasileniem ekspansji niemieckiej na wschodzie Czechy. 15 marca 933 roku Henryk pokonał ich w bitwie nad rzeką Unstrutą w Turyngii, co znacznie powstrzymało najazdy Madziarów. Zwycięstwo to miało znaczenie moralne, wykraczające poza jego wagę militarną: umocniło panowanie Henryka I i jego rodu, a także zbliżyło do siebie przedstawicieli różnych plemion niemieckich, walczących ręka w rękę przeciw wspólnym wrogom.
W 934 roku syn Henryka I Thankmar, który nie pogodził się z decyzją ojca o wyznaczeniu w 929 roku swoim następcą Ottona, próbował nawiązać sojusz z plemieniem Wkrzan. Poselstwo Thankmara spotkało się z niepowodzeniem, a jego posłowie zostali pobici. Prawdopodobnie plemię to nie było zainteresowane układami z Niemcami, bliżej im było do porozumienia z sąsiednimi Polanami. Aby temu zapobiec, Henryk I podjął wyprawę na ziemię wkrzańską. Na północy Henryk prowadził także walki z Duńczykami i sprzymierzonymi z nimi Wieletami, które zakończyły się m.in. przyłączeniem w 934 roku Szlezwiku.
Henryk był jedynym władcą, który zrezygnował z kościelnej ceremonii koronacji królewskiej, ale prawdopodobnie pod koniec życia planował wyprawę po koronę cesarską do Rzymu. Zasługą Henryka I Ptasznika było zapobieżenie rozpadowi państwa na księstwa plemienne i konsolidacja wewnętrzna królestwa. Jego panowanie zapoczątkowało okres świetności Niemiec pod rządami Ottonów.
Do czasów Henryka Ptasznika nawiązują różne legendy. Jest on jedną z istotniejszych postaci w operze Richarda Wagnera – Lohengrin.

## Małżeństwa
1. 906 – Hatheburga, córka hr. saskiego Erwina; rozwód 909.
2. 910 – Matylda z Ringelheim (892–968), córka hr. Dytryka z Westfalii.

Potomkowie (z 1. małżeństwa):
1. Thankmar (ok. 907–938).

Potomkowie (z 2. małżeństwa):
1. Otto I Wielki (912–973), ks. Saksonii i Turyngii, kr. i ces. rzymski, kr. Włoch.
2. Gerberga (913–984), 1. mąż: Gizelbert, ks. Lotaryngii; 2. mąż: Ludwik IV Zamorski król Franków Zachodnich.
3. Henryk I (ok. 920–955), ks. Bawarii i Lotaryngii.
4. Jadwiga (922–965), mąż: Hugo Wielki, hr. Paryża.
5. Bruno (925–965), arcybiskup Kolonii, ks. Lotaryngii.